# Сон широколистий
Сон широколи́стий (Pulsatilla patens (L.) Mill.) Народні назви: сон-трава, анемона, сон-зілля, сонник. Раритетний вид рослин, занесений до Червоної книги України та інших природоохоронних документів. Серед українців Канади знана як крокус прерій, дим прерій. Офіційна квітка провінції Манітоба.  

## Опис

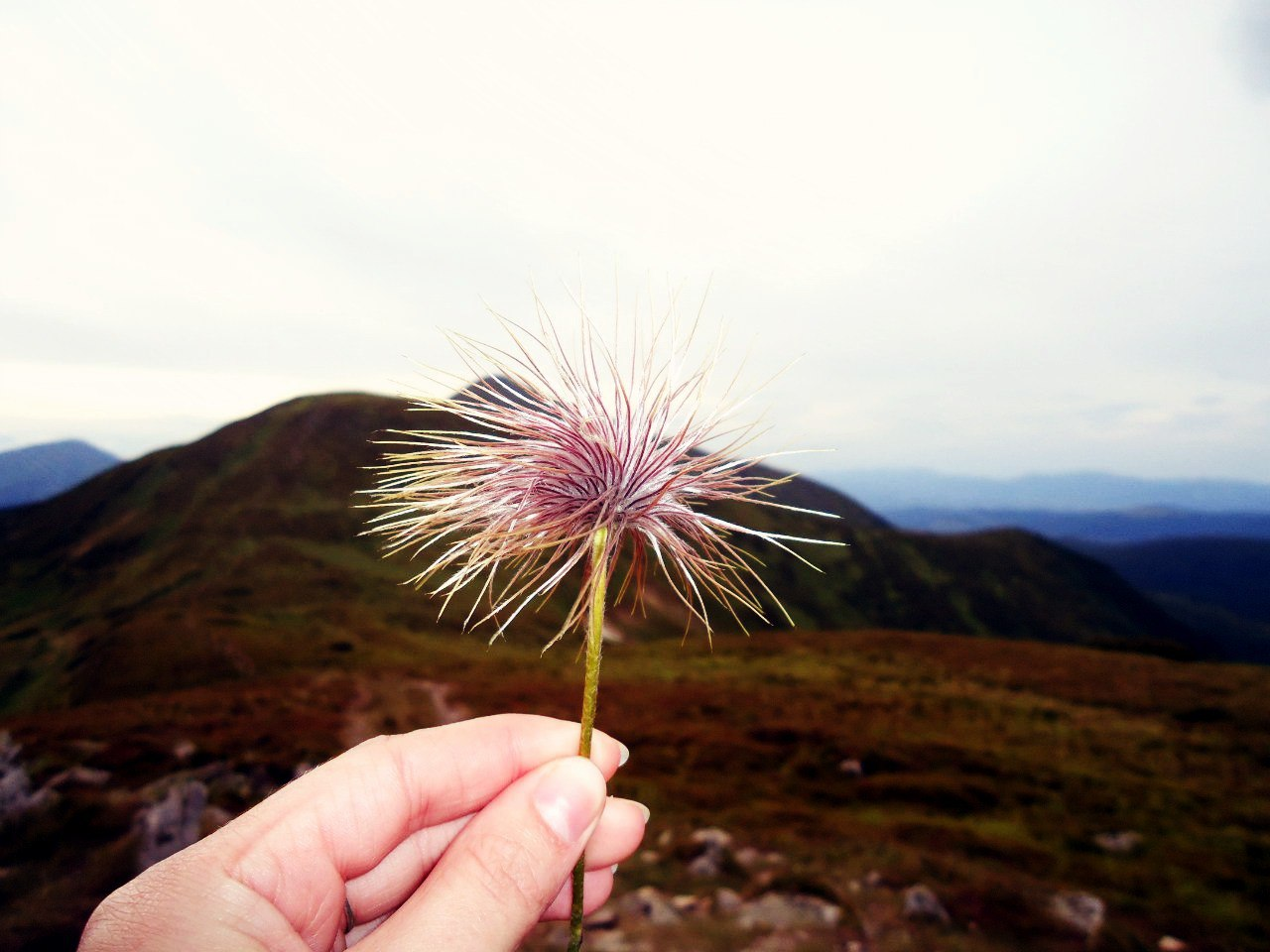
Плід сону широколистого на плодоніжці

Сон широколистий цвіте до розпускання листків. Як тільки розтане сніг, з товстого чорного кореневища починають відростати невисокі квітконосні стебла з поодинокими квітками на верхівці. Квітки надійно вкриті від весняних заморозків пухнастими листочками. Цвіте ця багаторічна світлолюбна рослина у квітні — травні, запилюється комахами. Після запилення квітки перетворюються у своєрідні пухнасті кульки, що складаються з багатьох сім'янок, які мають довгі пірчасті стовпчики. Листки з'являються після відцвітання рослини. Вони довгочерешкові, пальчасторозсічені, зібрані біля стебла у прикореневу розетку.

## Охорона

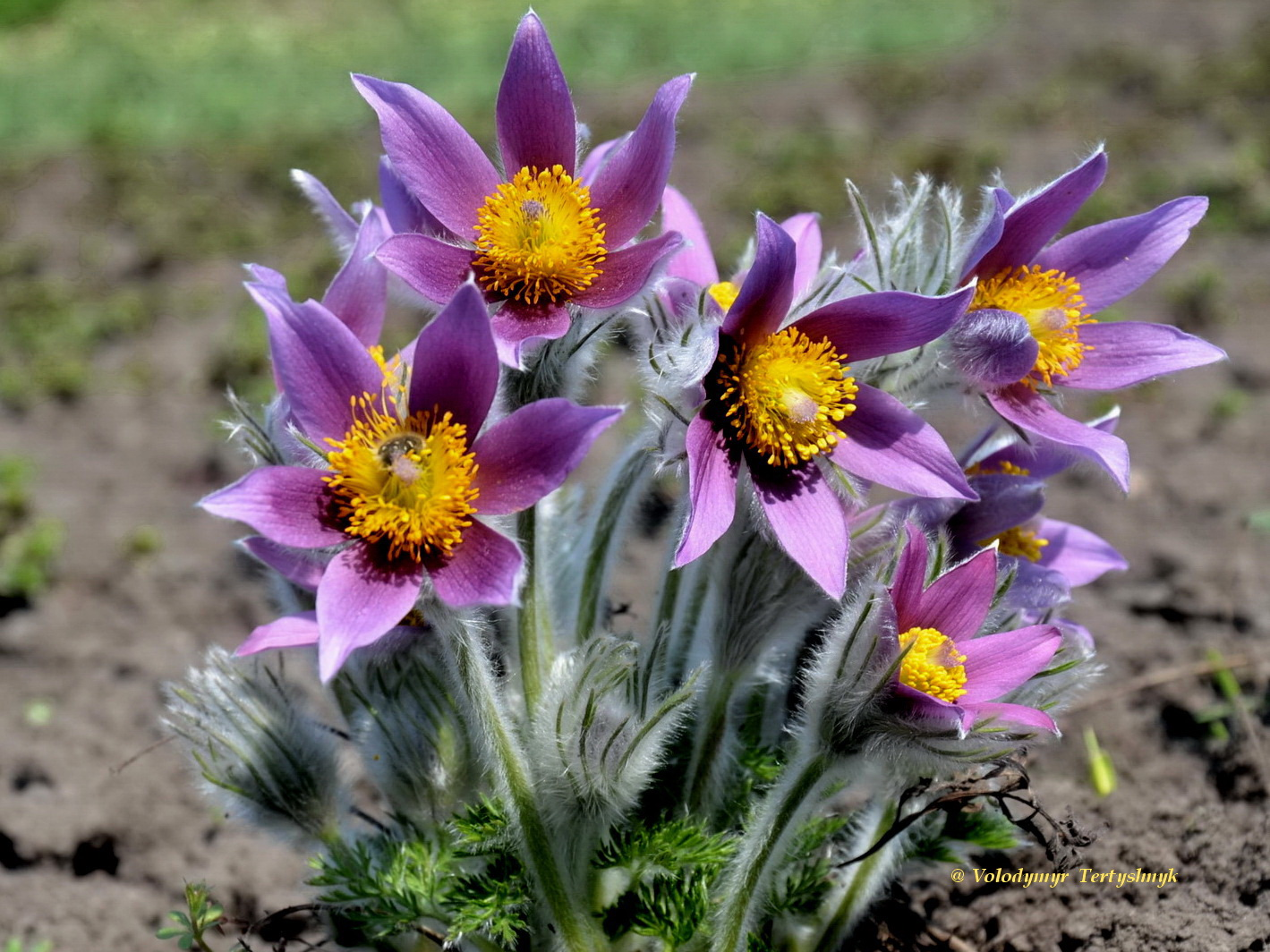
Сон широколистий

Pulsatilla patens охороняється в Європі і занесений до Додатку І Бернської конвенції (охоронна категорія: вид підлягає особливій охороні),  Резолюції 6 цієї конвенції (щодо рослин, для яких Україна створює Смарагдову мережу), а також до Директиви Європейського Союзу 92/43/ЄС «Про збереження природних оселищ та видів природної фауни і флори» (Додаток II. Види рослин і тварин, що становлять особливий інтерес для Європейського Союзу, збереження яких потребує створення територій особливої охорони).
Вид також занесений до Червоної книги України. Входить до Червоного списку рослин Донецької області. Охороняють в природному заповіднику «Медобори», Національних природних парках «Подільські Товтри», Нобельський, «Деснянсько-Старогутському», регіональних ландшафтних парках «Міжріченському», «Дністровський каньйон», численних заказниках і пам'ятках природи.
Чисельність зменшується внаслідок людської діяльності (розорювання степів, терасування схилів, випасання худоби, зривання на букети тощо).

## Практичне значення
Сон ціниться як декоративна рослина, може прикрасити парки, лісопарки, сквери. Рослина має лікарські та фарбувальні властивості (цвіт сону використовували як темно-синій барвник).

## Систематика
Сон широколистий має 3 підвиди:
- Pulsatilla patens (L.) Mill. subsp. patens, синонімами якого, згідно з Флорою Європи, вважаються:
  - Pulsatilla teklae Zämelis
  - Pulsatilla wolfgangiana Besser
  - Pulsatilla latifolia sensu E.D.Wissjul., non Rupr.
  - Pulsatilla patens (L.) Mill. subsp. teklae (Zämelis) Zämelis
- Pulsatilla patens (L.) Mill. subsp. flavescens (Zucc.) Zämelis, його синонімом є
  - Pulsatilla flavescens (Zucc.) Juz.
- Pulsatilla patens (L.) Mill. subsp. multifida (Pritz.) Zämelis, синонімом якого вважається
  - Pulsatilla multifida (Pritz.) Juz.

## Галерея

Сон широколистий на гербі м.Вінніпега в Канаді
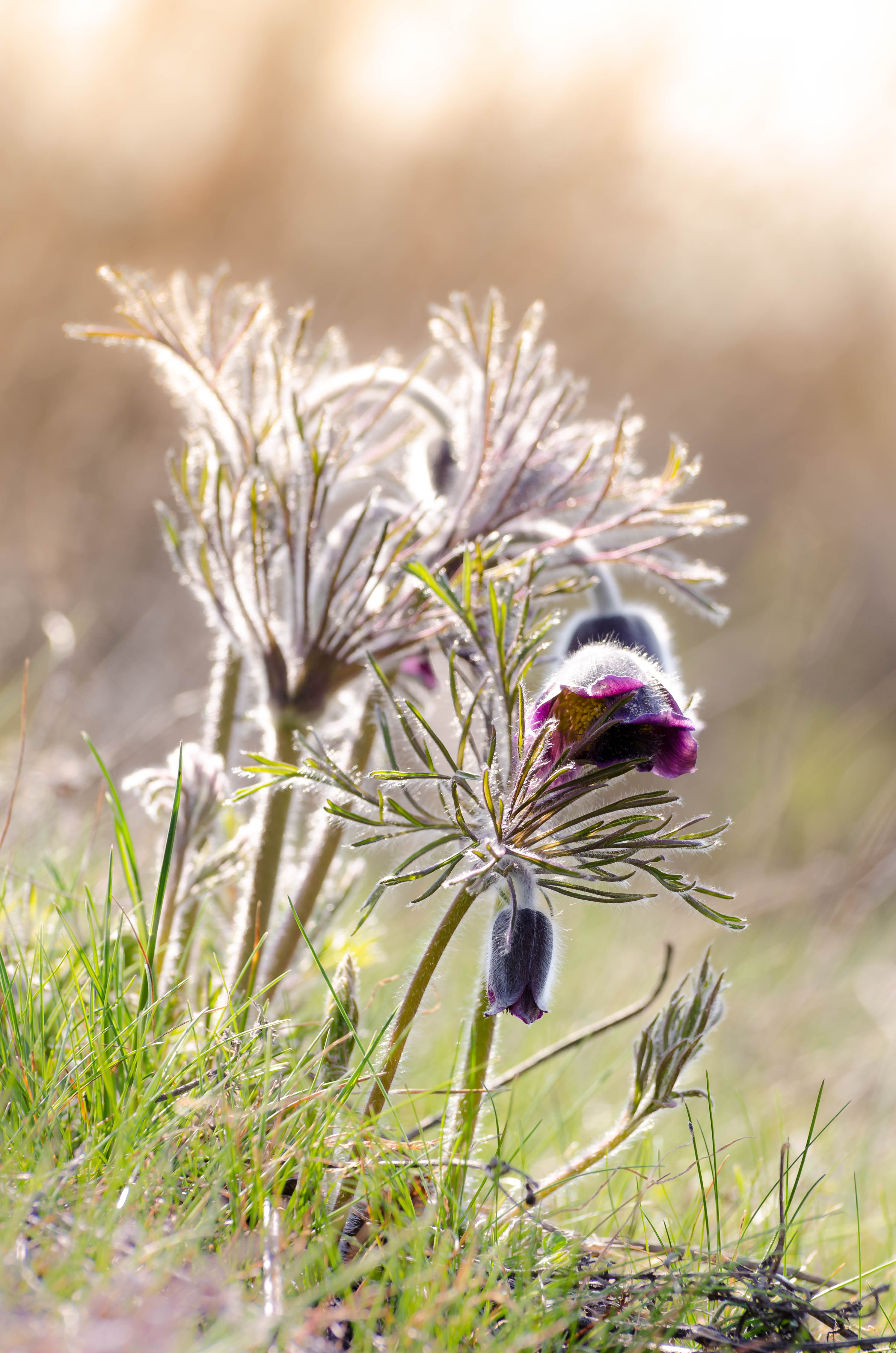
У заказнику «Дніпровські пороги»
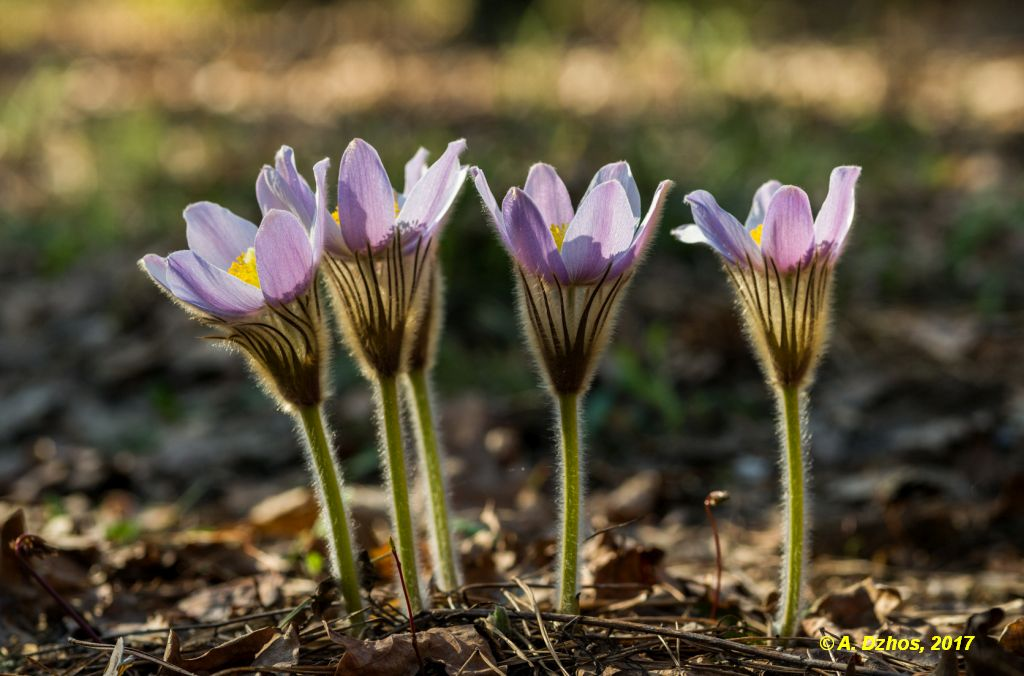
«Межигірсько-Пуща-Водицький» заказник
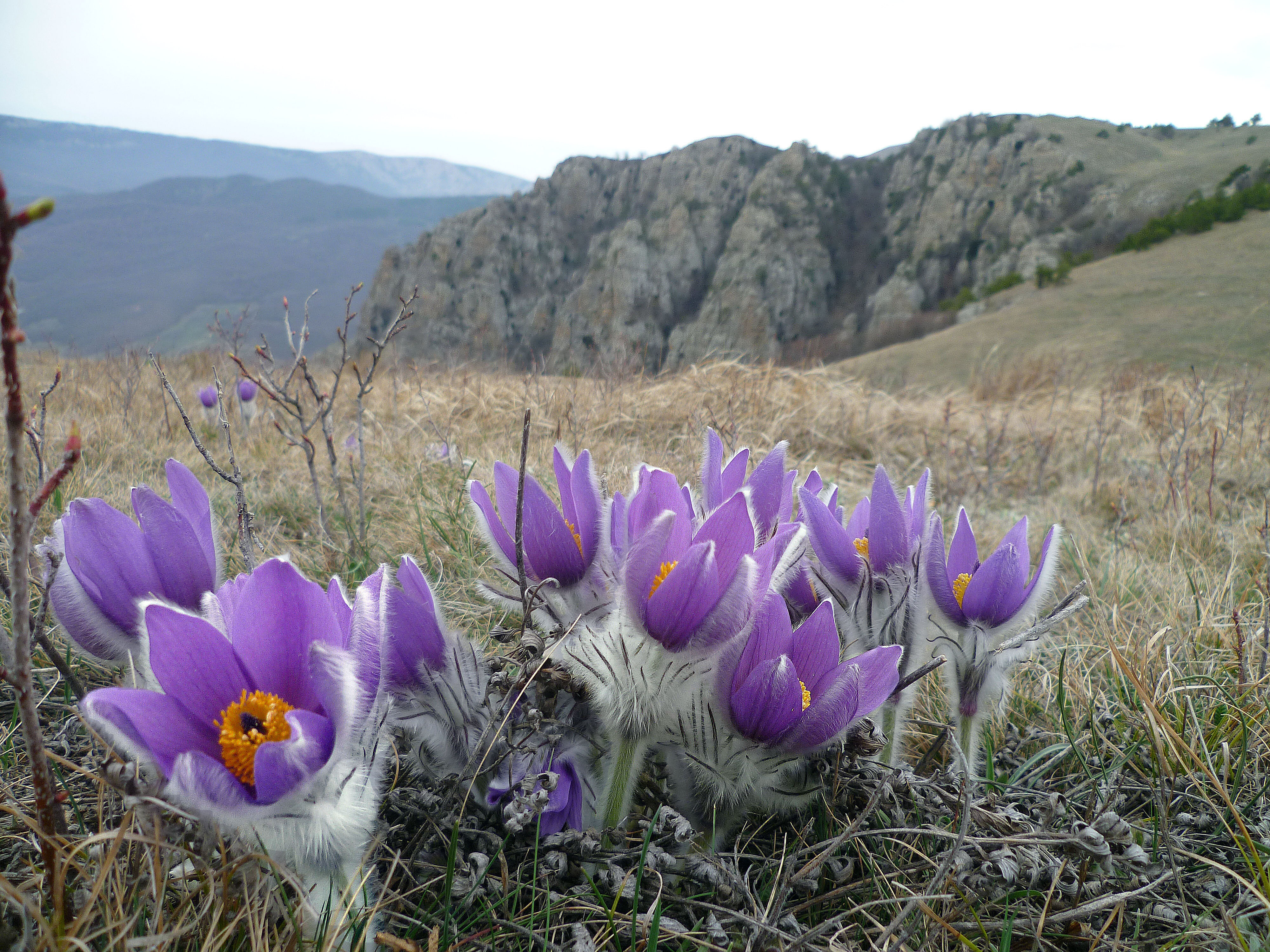
У Криму
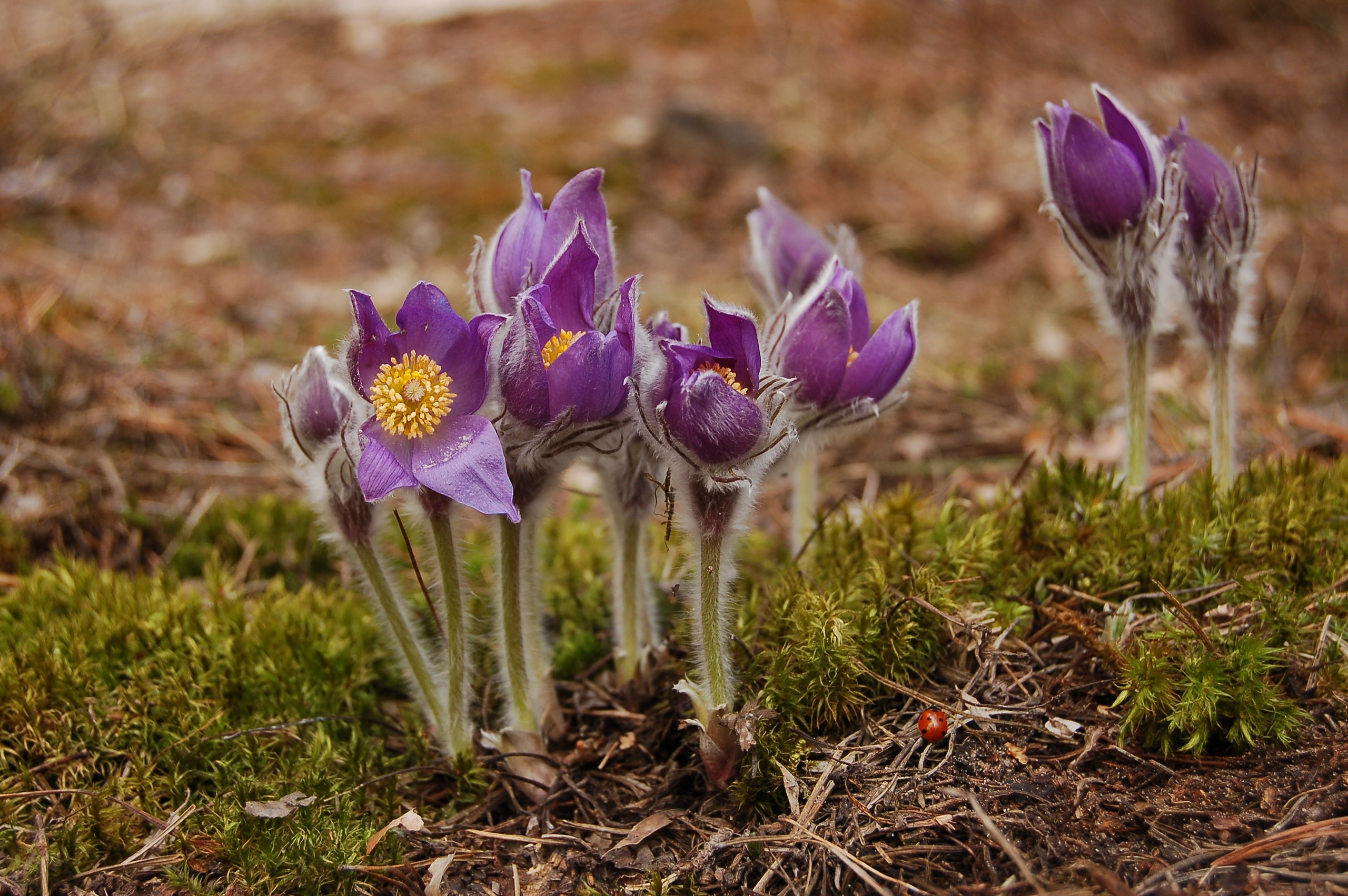
у Слобожанському НПП
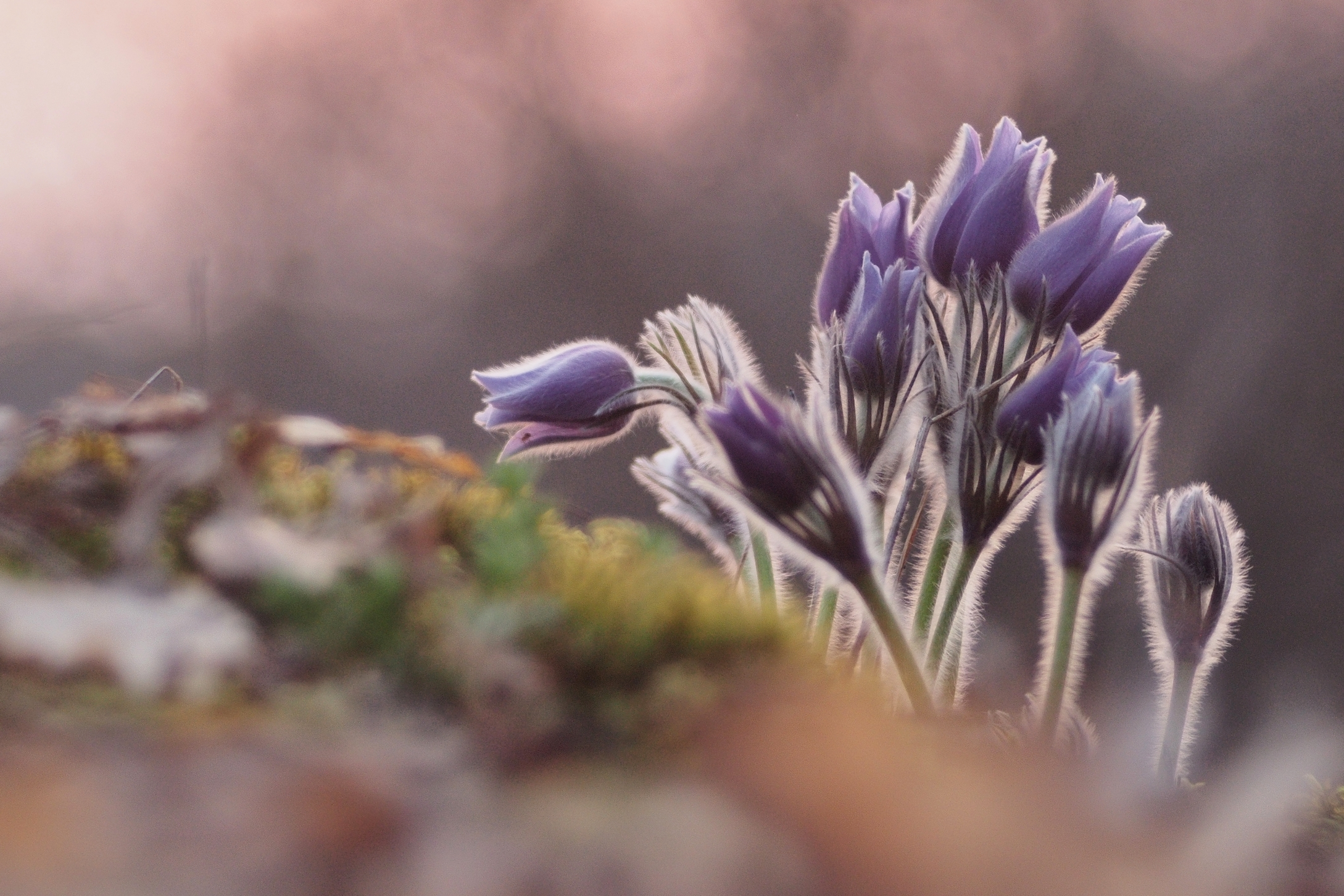
У ботанічному заказнику «Лісники»
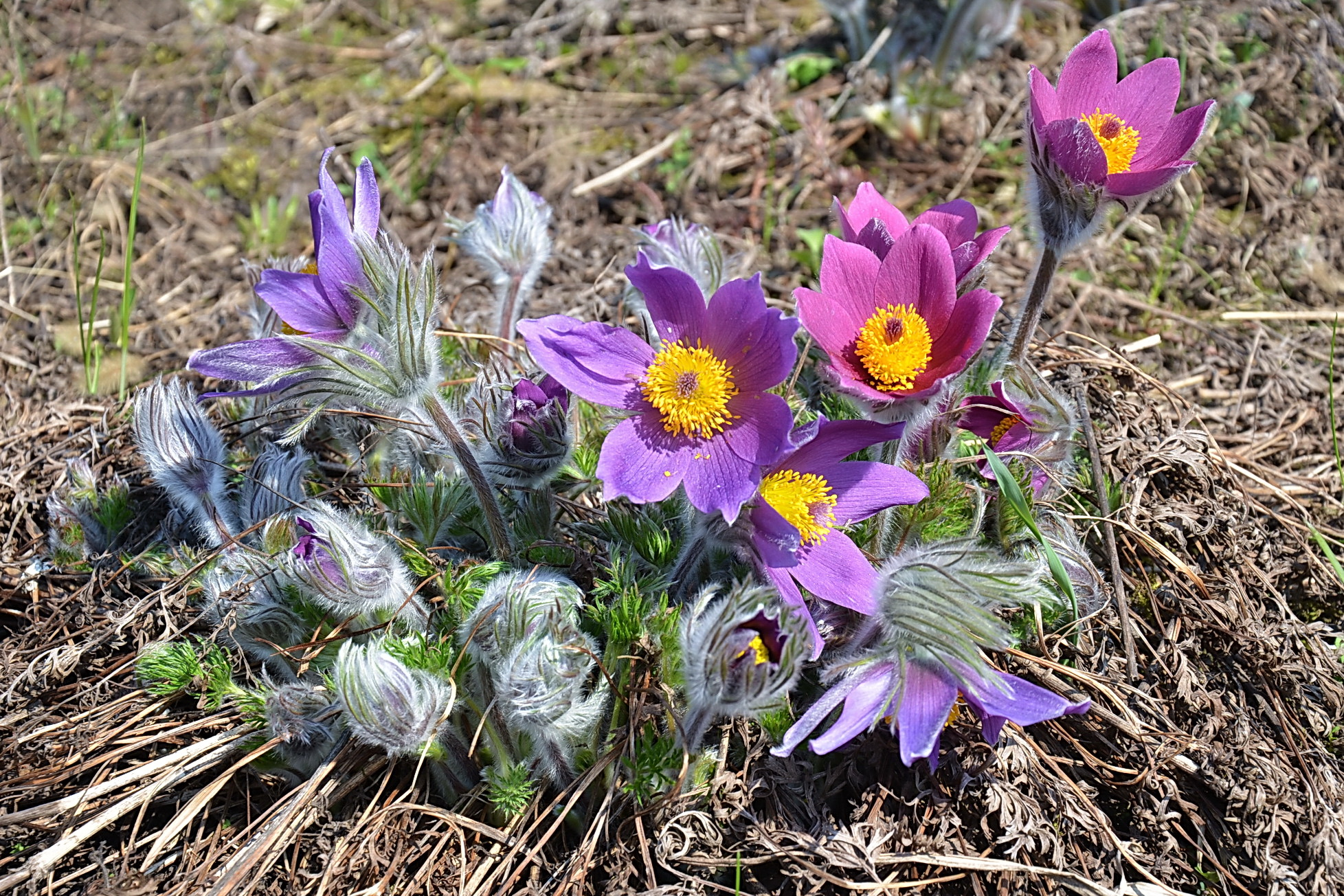
Сон (Pulsatilla) в квітні
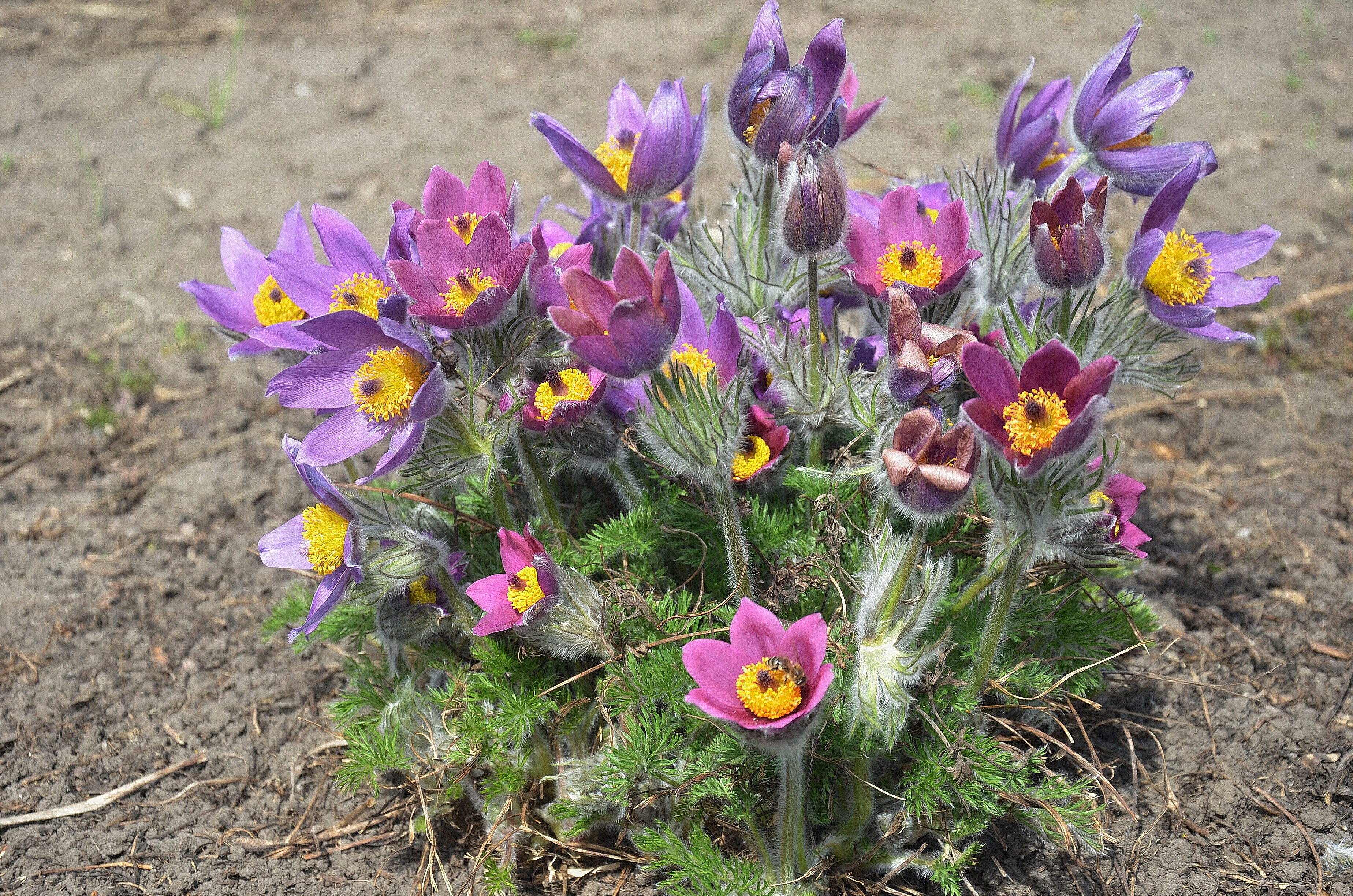
Медоносна сон-трава
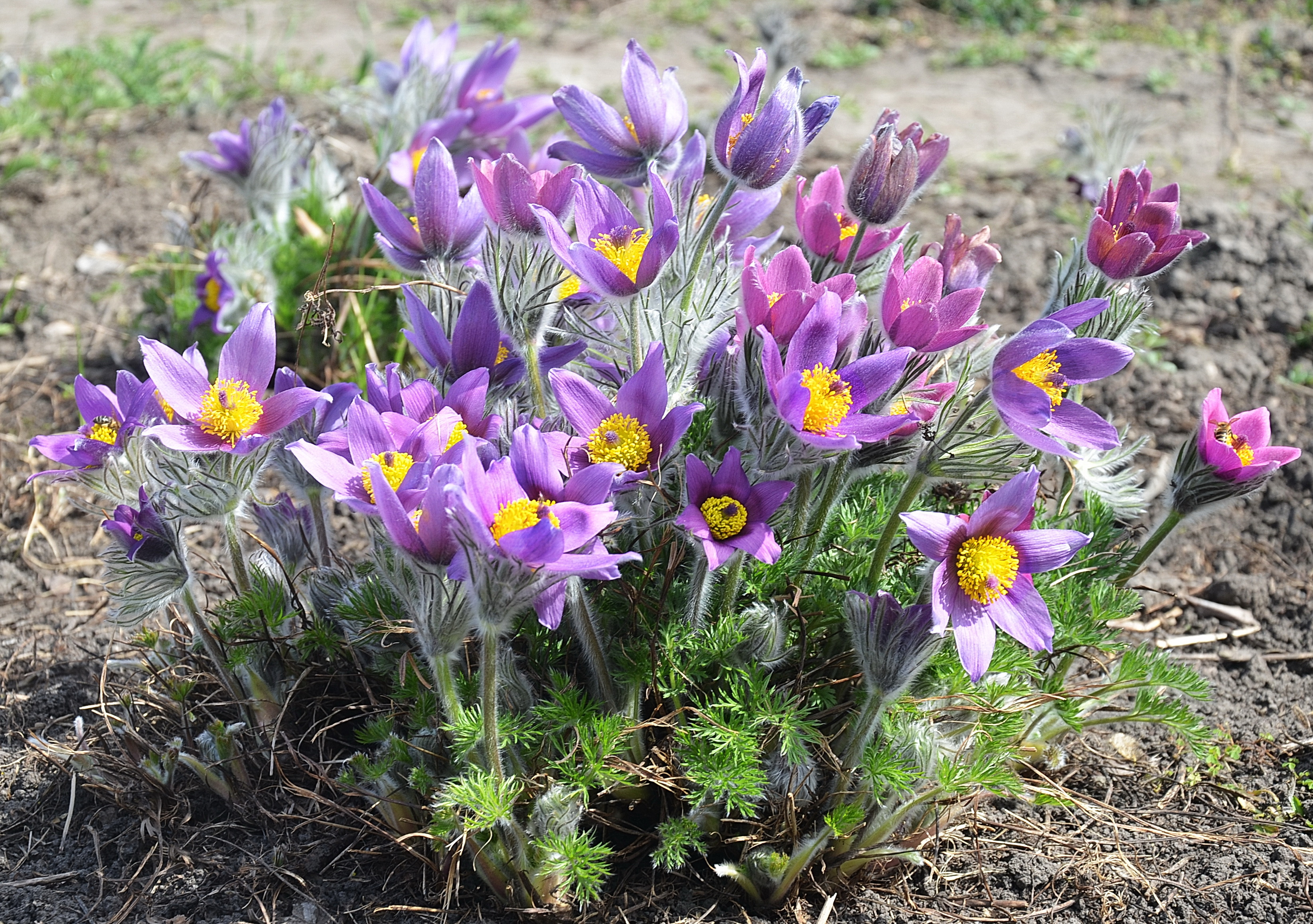
Сон-трава проснулась
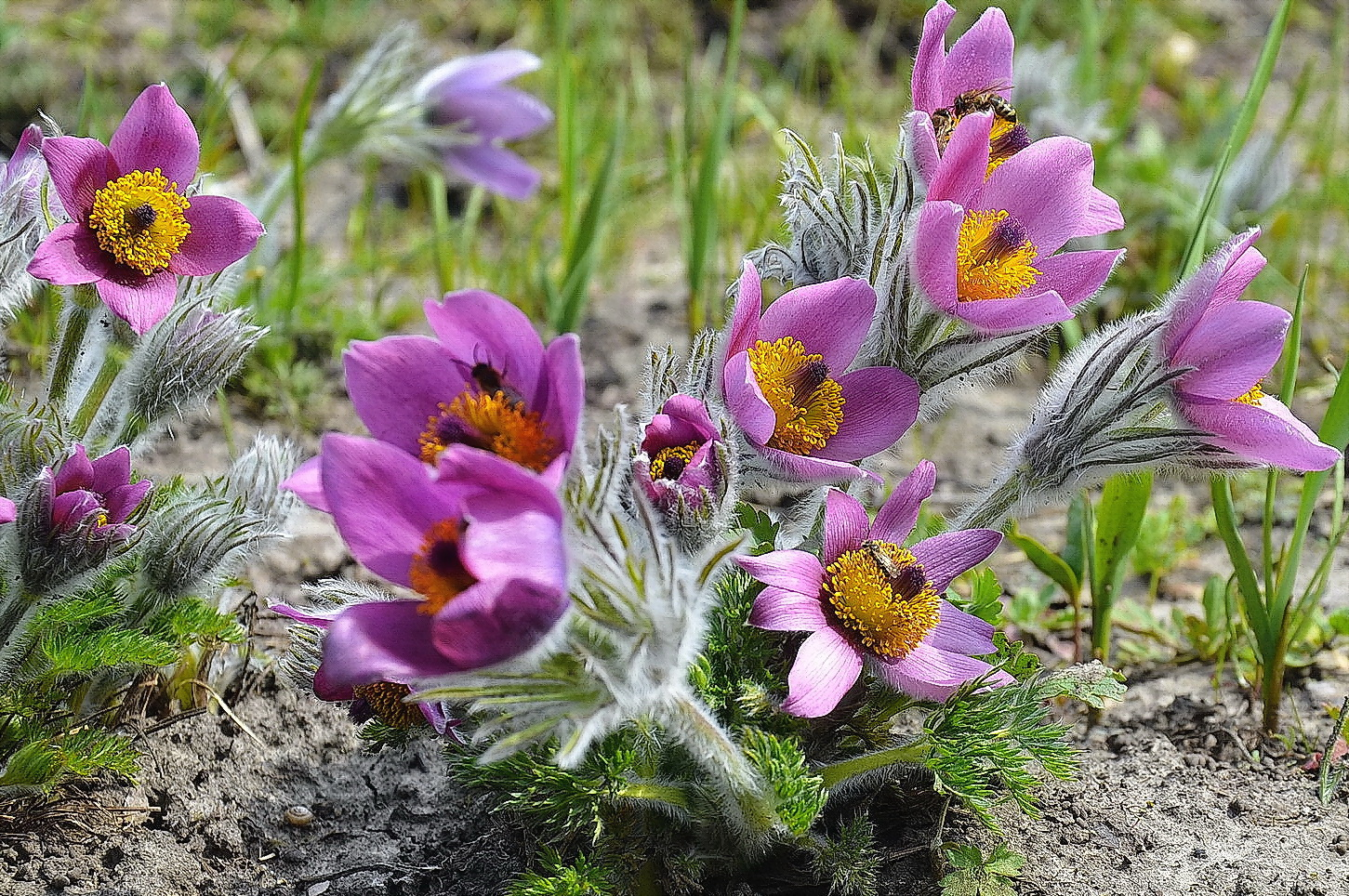
Сон-трава  в квітні